# Pilotrichum fendleri
Pilotrichum fendleri är en bladmossart som beskrevs av C. Müller 1879. Pilotrichum fendleri ingår i släktet Pilotrichum och familjen Daltoniaceae. Inga underarter finns listade i Catalogue of Life.